# Teresa Imízcoz Beunza
Teresa Imízcoz Beunza (Pamplona, 8 de outubro de 1965) é uma filóloga e escritora espanhola. Diretora da universidade UNED em Pamplona (desde setembro de 2022).

## Biografia
Nascida em Pamplona, realizou a licenciatura e o doutoramento em Filologia Hispânica na Universidade de Navarra. Depois de realizar períodos de investigação na Universidade de Columbia (New York), exerceu a docência durante quatorze anos nas Universidades de Navarra e de Georgetown (Washington D. C.)
Foi diretora do Instituto Cervantes em Bordéus e Toulouse (2003-2010). Desde aí encarregou-se da instituição parceira na UNED em Vitoria (2011-2022), onde criou o Centro de Orientação, Informação e Emprego (COIE). É colunista de Opinião do diário O Correio (Bilbao).
Teresa está casada com o filósofo Daniel Innerarity, com quem tem dois filhos: Javier e Jon.

## Publicações
- Manual para cronistas: A arte e o oficio de contar histórias, Península,1998, 232 pg.[7]
- A teoria poética de Miguel de Unamuno, Eunsa, 1996, 258 pg.